# 2,2,6-Trimethyl-4H-1,3-dioxin-4-on
2,2,6-Trimethyl-4H-1,3-dioxin-4-on ist ein sechsgliedriger Heterocyclus mit zwei Sauerstoffatomen in 1,3-Stellung mit dem Grundgerüst des 1,3-Dioxans. Die Verbindung stellt das 1:1-Addukt aus Diketen und Aceton dar und dient in chemischen Synthesen als Äquivalent des giftigen, übelriechenden und tränenreizenden Diketens. Diketen-Aceton-Addukt (DAA) zerfällt beim Erhitzen in Acetylketen, das mit Nukleophilen eine Vielzahl von Acetessigsäure-Derivaten bilden kann.

## Vorkommen und Darstellung
Synthese, Struktur und Eigenschaften von 2,2,6-Trimethyl-4H-1,3-dioxin-4-on wurden erstmals eindeutig und umfassend im Jahr 1952 von M.F. Carroll und Alfred Bader beschrieben.
Diketen reagiert mit Aceton bei 90 °C in Gegenwart katalytischer Mengen von p-Toluolsulfonsäure in 91%iger Ausbeute zu DAA. Die Reaktion kann auch durch quartäre Ammoniumverbindungen katalysiert werden.
Substituierte 2,2-Dimethyl-1,3-dioxin-4-one entstehen bei der Reaktion von β-Ketosäuren mit Aceton.

## Eigenschaften
2,2,6-Trimethyl-4H-1,3-dioxin-4-on ist eine entzündliche, gelbbraune Flüssigkeit mit angenehmem Geruch. Die Verbindung ist praktisch unlöslich in Wasser und mischt sich mit den meisten organischen Lösungsmitteln. Technisches DAA enthält meist noch geringe Mengen (meist bis 6 %) Aceton. Wegen der Zersetzung bei höheren Temperaturen muss die Reinigung des Diketen-Aceton-Addukts durch fraktionierte Destillation bei < 80 °C erfolgen.

## Anwendungen

### Reaktionen an DAA
Mit Chlor in Dichlormethan wird das Diketen-Aceton-Addukt bei −50 °C in 5-Stellung in quantitativer Ausbeute zur Chlormethylverbindung umgesetzt.
Das 5-Chlormethylderivat reagiert mit Natriummethanolat glatt (94 % Ausbeute) zu Methyl-α-Chloracetoacetat.
Chlor kann an der aktivierten Methylgruppe in 6-Stellung nach Reaktion mit Lithiumdiisopropylamid LDA in THF mit Hexachlorethan eingeführt werden.
Aus der Chlormethylverbindung wird mit dem Kaliumsalz des Diethylphosphits die entsprechende Phosphonoalkylverbindung erhalten, die bei der Thermolyse in Gegenwart von z. B. Aminosäureestern β-Ketosäureamide bildet.
Diese β-Ketosäureamide lassen sich leicht mit Natriummethanolat zu ungesättigten Tetramsäuren cyclisieren.
Bei der Umsetzung von 2,2,6-Trimethyl-4H-1,3-dioxin-4-on mit α,ω-Diaminen durch einfaches Erhitzen auf 130 °C für 5 Minuten unter Mikrowellenbestrahlung werden die schwierig zugänglichen „mittleren Ringe“ mit 7–10 Ringgliedern in quantitativer Ausbeute erhalten.

### Reaktionen mit Acetylketen
Durch thermische Retro-Diels-Alder-Reaktion bei Temperaturen über 100 °C entsteht aus 2,2,6-Trimethyl-4H-1,3-dioxin-4-on das reaktive Acetylketen, das bei Temperaturen > 130 °C in Xylol in einer [4+2]-Cycloaddition praktisch quantitativ zu Dehydracetsäure dimerisiert.
Dehydracetsäure wurde bereits 1953 in 51%iger Ausbeute beim Erhitzen von Diketen-Aceton-Addukt in Toluol in Gegenwart der schwachen Base Calciumacetat erhalten, ohne dass Acetylketen als reaktive Zwischenstufe erkannt wurde.
Acetylketen reagiert in situ mit Nukleophilen, wie z. B. Alkoholen, Phenolen, Thiolen und Aminen in hohen Ausbeuten zu Derivaten der Acetessigsäure.
Nebenreaktionen bei der Reaktion mit Alkoholen und Aminen werden unterdrückt, wenn die Umsetzung mit 2,2,6-Trimethyl-4H-1,3-dioxin-4-on in Tetrahydrofuran unter Rückfluss in Gegenwart stöchiometrischer Mengen von Natriumacetat durchgeführt wird.
Auch mit sterisch gehinderten Nukleophilen können praktisch quantitative Umsätze erzielt werden.
In einer Hetero-Diels-Alder-Reaktion ([4+2]-Cycloaddition) werden mit Dienophilen der Struktur X=Y sechsgliedrige Heterocyclen mit einer Kohlenstoff-Kohlenstoff-Doppelbindung gebildet.
Die Biginelli-Reaktion als Mehrkomponentenreaktion im Eintopfverfahren liefert auch in siedendem Wasser als Lösungsmittel mit 2,2,6-Trimethyl-4H-1,3-dioxin-4-on und Anilin das N-Phenylacetoacetanilid (94 % Ausbeute), das in Ethanol mit Harnstoff und dem Aldehyd Piperonal mit 86%iger Ausbeute zum entsprechenden Dihydropyrimidinderivat reagiert.
3,4-Dihydropyrimidin-2(1H)-one (DHPMs) liegen einer Vielzahl von pharmakologisch aktiven Substanzen zugrunde.